# Козлобородник луговой
Козлоборо́дник лугово́й (лат. Tragopogon pratensis) — вид двулетних травянистых растений из рода Козлобородник семейства Астровые (Asteraceae), типовой вид этого рода.

## Биологическое описание
Козлобородник луговой — двулетнее растение высотой до 120 см.
Стебель — с розовато-фиолетовым оттенком.
Краевые цветки жёлтые или бледно-жёлтые; их длина (30—40 мм) примерно равна или немного меньше длины обёртки. Пыльники в верхней части имеют фиолетовую окраску. Ножки цветочных корзинок при плодах почти не вздутые (в этом отличие от близкородственного вида — козлобородника сомнительного). Время цветения июнь — июль. Цветки козлобородника лугового открываются очень рано, ещё до рассвета, а около полудня уже закрываются. Эта особенность цветения отражена в английском общеупотребительном названии растения — John-go-to-bed-at-noon (примерный перевод — «Ванька, в полдень идущий спать»).
Плод — семянка. В отличие от многих других видов семянки почти гладкие.

## Распространение
Вид широко распространён по всей Европе, в том числе является обычным растением для европейской части России. Кроме того, встречается в Турции, Казахстане, Западной Сибири.
Растёт на лугах, лесных полянах, на опушках, окраинах полей, у дорог.

## Значение и применение
Молодые побеги с листьями, а также корни козлобородника лугового можно употреблять в пищу. При варке в солёной воде свойственный сырым корням горький вкус исчезает. Стебли рекомендуется прокатывать между ладонями для освобождения от горького млечного сока.
В Армении из сока козлобородника лугового сельские ребятишки делают жевательную резинку. Для этого млечный сок, выделяющийся из сорванных стеблей, собирают на стенки стеклянного стаканчика, и когда он высохнет, соскабливают и формируют кубики. В советское время кубический сантиметр такой резинки стоил 10 копеек. По качеству жвачка из козлобородника (сари, сндзи цамон) не уступает промышленным — можно выдувать большие пузыри.

## Классификация

### Таксономия[7]
Tragopogon pratensis L., 1753, Sp. Pl. : 879
Вид Козлобородник луговой относится к роду Козлобородник семейства Астровые (Asteraceae) порядка Астроцветные (Asterales). Кладограмма в соответствии с Системой APG IV по состоянию на июнь 2023 года:
|  |                                      |  |                                   |                                   |                    |  | ещё 10 семейств | ещё 10 семейств |                       |  |                         |  | еще 142 подтвержденных вида и 42 таксона, ожидающих подтверждения | еще 142 подтвержденных вида и 42 таксона, ожидающих подтверждения |  |
|  |                                      |  |                                   |                                   |                    |  | ещё 10 семейств | ещё 10 семейств |                       |  |                         |  | еще 142 подтвержденных вида и 42 таксона, ожидающих подтверждения | еще 142 подтвержденных вида и 42 таксона, ожидающих подтверждения |  |
|  |                                      |  |                                   | порядок Астроцветные              |                    |  |                 |                 | род Козлобородник     |  |                         |  |                                                                   |                                                                   |  |
|  |                                      |  |                                   | порядок Астроцветные              |                    |  |                 |                 | род Козлобородник     |  | 3 внутривидовых таксона |  |                                                                   |                                                                   |  |
|  | отдел Цветковые, или Покрытосеменные |  |                                   |                                   | семейство Астровые |  |                 |                 | Козлобородник луговой |  |                         |  |                                                                   |                                                                   |  |
|  | отдел Цветковые, или Покрытосеменные |  |                                   |                                   |                    |  |                 |                 |                       |  |                         |  |                                                                   |                                                                   |  |
|  |                                      |  | ещё 63 порядка цветковых растений | ещё 63 порядка цветковых растений |                    |  |                 | ещё 1787 родов= | ещё 1787 родов=       |  |                         |  |                                                                   |                                                                   |  |
|  |                                      |  |                                   | ещё 63 порядка цветковых растений |                    |  |                 |                 | ещё 1787 родов=       |  |                         |  |                                                                   |                                                                   |  |

### Внутривидовые таксоны
- Tragopogon pratensis subsp. leiocarpos (Trnka) Greuter
- Tragopogon pratensis subsp. minor (Mill.) Hartm.
- Tragopogon pratensis subsp. pratensis

### Синонимиы
- Tragopogon pratensis subsp. eupratensis  Thell.
- Tragopogon praecox Focke
- Tragopogon pratensis f. pratensis